# M-3S2
M-3S2 (M-3SII lub Mu-3SII) – japońska rakieta nośna serii Mu, rozwinięcie techniczne rakiety M-3S. Była wykorzystywana do startów sond międzyplanetarnych i satelitów naukowych. Startowała 8 razy w latach 1985-1995. Zastąpiona przez rakietę M-5.

## Dane techniczne
|                   | Stopień         | I        | I        | Dopalacze | II      | III     | Stopień ucieczkowy (opcjonalny) | Stopień ucieczkowy (opcjonalny) | Stopień ucieczkowy (opcjonalny) |
| ----------------- | --------------- | -------- | -------- | --------- | ------- | ------- | ------------------------------- | ------------------------------- | ------------------------------- |
| Wymiary           | Długość         | 27,8 m   | 27,8 m   | 27,8 m    | 13,1 m  | 4,67 m  | 1,98 m                          | 1,98 m                          | 1,98 m                          |
| Wymiary           | Średnica        | 1,41 m   | 1,41 m   | 0,735 m   | 1,41 m  | 1,5 m   | 0,79 m                          | 0,63 m                          | 0,79 m                          |
| Wymiary           | Masa startowa   | 62,2 t   | 62,2 t   | 62,2 t    | 17,2 t  | 4,21 t  | 0,61 t                          | 0,61 t                          | 0,61 t                          |
| Parametry silnika | Typ             | M-131,2  | M-133-   | SB-735    | M-23    | M-3B    | KM-P                            | KM-D                            | KM-M                            |
| Parametry silnika | Długość         | 13,28 m  | 13,28 m  | 7,15 m    | 4,82 m  | 1,64 m  | 0,80 m                          | 0,63 m                          | 0,79 m                          |
| Parametry silnika | Paliwo          | BP-30B   | BP-30B   | BP-30B    | BP-106J | BP-106J | BP-106J                         | BP-110J                         | BP-110J                         |
| Parametry silnika | Masa silnika    | 32,5 t   | 32,1 t   | 4,86 t    | 11,60 t | 3,58 t  | 0,461 t                         | 0,287 t                         | 0,524 t                         |
| Parametry silnika | Masa paliwa     | 27,06 t  | 27,06 t  | 4,02 t    | 10,40 t | 3,28 t  | 0,418 t                         | 0,280 t                         | 0,505 t                         |
| Parametry silnika | Impuls właściwy | 240 s*   | 240 s*   | 232 s*    | 287 s   | 294 s   | 287 s                           | 294 s                           | 293 s                           |
| Parametry silnika | Ciąg            | 1117 kN* | 1117 kN* | 296 kN*   | 517 kN  | 132 kN  | 32,2 kN                         | 17,6 kN                         | 32,3 kN                         |
| Parametry silnika | Czas działania  | 56 s     | 56 s     | 31 s      | 55 s    | 71 s    | 36,3 s                          |                                 |                                 |

* – na poziomie morza

## Starty

Rodzina rakiet Mu

|   | Data startu (czasu lokalnego) | Satelita                                   | Uwagi |
| - | ----------------------------- | ------------------------------------------ | --- |
| 1 | 8 stycznia 1985 4:26          | Sakigake (MS-T5)                           | Testowa sonda dla komety Halleya |
| 2 | 19 sierpnia 1985 8:33         | Suisei (PLANET-A)                          | Sonda dla komety Halleya |
| 3 | 5 lutego 1987 15:30           | Ginga (ASTRO-C)                            | Teleskop rentgenowski |
| 4 | 22 lutego 1989 8:30           | Akebono (EXOS-D)                           | Satelita do badania magnetosfery ziemskiej |
| 5 | 24 stycznia 1990 20:46        | Hiten (MUSES-A)                            | Sonda księżycowa |
| 6 | 30 sierpnia 1991 11:00        | Yohkoh (SOLAR-A)                           | Satelita do badania Słońca |
| 7 | 20 lutego 1993 11:00          | ASCA (ASTRO-D, Asuka)                      | Teleskop rentgenowski |
| 8 | 15 stycznia 1995 22:45        | Experiment Reusable Space System (EXPRESS) | Demonstrator techniki powrotu na Ziemię, umieszczony na niestabilnej orbicie z powodu awarii rakiety, po 2 okrążeniach powrócił do atmosfery. |